# Symphysa maralis
Symphysa maralis là một loài bướm đêm trong họ Crambidae.